# Liste der Einträge im National Register of Historic Places im Randolph County (West Virginia)
Diese Liste der Einträge im National Register of Historic Places im Randolph County (West Virginia) enthält alle im Randolph County, West Virginia in das National Register of Historic Places eingetragenen Gebäude, Bauwerke, Objekte, Stätten oder historischen Distrikte.
Diese Liste entspricht dem Bearbeitungsstand des National Park Service/National Register of Historic Places vom 23. August 2024.

## Legende
| NRHP | Historic Place                      |
| HD   | National Historic District          |
| NHLD | National Historic Landmark District |

## Aktuelle Einträge
| [ 2 ] | Name                                                           | Bild                                                  | Eintragsdatum                  | Lage | Ort          | Beschreibung |
| ----- | -------------------------------------------------------------- | ----------------------------------------------------- | ------------------------------ | --- | ------------ | ------------ |
| 1     | Albert and Liberal Arts Halls                                  | Albert and Liberal Arts Halls                         | 29. Aug. 1979 ID-Nr. 79002599  | Davis and Elkins College 38° 55′ 49,1″ N, 79° 50′ 46″ W | Elkins       |              |
| 2     | Baldwin-Chandlee Supply Company-Valley Supply Company          | Baldwin-Chandlee Supply Company-Valley Supply Company | 4. Dez. 1998 ID-Nr. 98001478   | Kreuzung der 10th und Railroad Sts. 38° 55′ 18,1″ N, 79° 51′ 14″ W | Elkins       |              |
| 3     | Beverly Historic District                                      | weitere Bilder                                        | 11. Jan. 1980 ID-Nr. 80004040  | U.S. Route 219, U.S. Route 250, West Virginia Route 55, West Virginia Route 92 und zwischen dem Dodson Run, Files Cr., Tygart Valley R. und Lewis St. 38° 50′ 29″ N, 79° 52′ 30″ W | Beverly      |              |
| 4     | Blackman-Bosworth Store                                        | Blackman-Bosworth Store                               | 14. Apr. 1975 ID-Nr. 75001897  | Main und Court Sts. 38° 50′ 26,9″ N, 79° 52′ 32,2″ W | Beverly      |              |
| 5     | Butcher Hill Historic District                                 | Butcher Hill Historic District                        | 9. Nov. 1989 ID-Nr. 89001784   | östlich von Beverly 38° 50′ 33″ N, 79° 51′ 2,2″ W | Beverly      |              |
| 6     | Cheat Summit Fort                                              | weitere Bilder                                        | 28. Sep. 1990 ID-Nr. 90001445  | County Route 250, westlich von FR 233 bei White Top 38° 37′ 27,8″ N, 79° 52′ 36,1″ W                                                                                               | Huttonsville |              |
| 7     | Davis and Elkins Historic District                             | weitere Bilder                                        | 19. Juni 1996 ID-Nr. 96001129  | Davis and Elkins College 38° 55′ 48″ N, 79° 50′ 49,9″ W | Elkins       |              |
| 8     | Davis & Elkins College Historic District                       | weitere Bilder                                        | 2. Nov. 2023 ID-Nr. 100009540  | Teilbereiche des Campus Drive, der Harpertown Road, Graceland Drive, Allen Street, Residential Drive und College Drive 38° 55′ 48″ N, 79° 50′ 50,3″ W                              | Elkins       |              |
| 9     | Davis Memorial Presbyterian Church                             | weitere Bilder                                        | 20. Apr. 1984 ID-Nr. 84003664  | 450 Randolph Ave. 38° 55′ 38,6″ N, 79° 50′ 52,8″ W | Elkins       |              |
| 10    | Day-Vandevander Mill                                           | Day-Vandevander Mill                                  | 21. Juli 1987 ID-Nr. 87001173  | West Virginia Route 32 38° 55′ 57″ N, 79° 31′ 16″ W | Harman       |              |
| 11    | Downtown Elkins Historic District                              | weitere Bilder                                        | 22. Nov. 1995 ID-Nr. 95001324  | zwischen der Railroad Ave., 5th St., Randolph Ave., Henry Ave. und 1st St. 38° 55′ 27,8″ N, 79° 50′ 57,1″ W                                                                        | Elkins       |              |
| 12    | Elkins Milling Company                                         | Elkins Milling Company                                | 2. Feb. 2005 ID-Nr. 04001595   | 2½ Railroad Ave. 38° 55′ 23,2″ N, 79° 51′ 5″ W | Elkins       |              |
| 13    | Senator Stephen Benton Elkins House                            | weitere Bilder                                        | 2. Sep. 1982 ID-Nr. 82004329   | Davis and Elkins College 38° 55′ 50,9″ N, 79° 50′ 49,9″ W | Elkins       |              |
| 14    | First Ward School                                              | First Ward School                                     | 30. Dez. 2009 ID-Nr. 09001193  | S. Davis Ave. und 13th St. 38° 55′ 3″ N, 79° 51′ 5,8″ W | Elkins       |              |
| 15    | Fort Marrow                                                    |                                                       | 30. Juli 2010 ID-Nr. 10000511  | nördliche Straßenecke an der U.S. Route 219 und der County Route 16 38° 37′ 59,9″ N, 80° 1′ 21″ W                                                                                  | Huttonsville |              |
| 16    | Glady Presbyterian Church and Manse                            | Glady Presbyterian Church and Manse                   | 30. Nov. 2005 ID-Nr. 05001347  | Kreuzung der Randolph Ave. und 1st St. 38° 47′ 52,1″ N, 79° 43′ 9,8″ W | Glady        |              |
| 17    | Graceland                                                      | weitere Bilder                                        | 17. Sep. 1970 ID-Nr. 70000666  | Davis and Elkins College 38° 55′ 50,9″ N, 79° 50′ 57,1″ W | Elkins       |              |
| 18    | Graham-Davis Historic District                                 |                                                       | 19. Apr. 2021 ID-Nr. 100006396 | zwischen der Randolph und South Randolph Aves., der 11th St., Grannyss Ln. und Tygart Valley Rd. 38° 55′ 21,4″ N, 79° 50′ 42″ W                                                    | Elkins       |              |
| 19    | Helvetia                                                       | weitere Bilder                                        | 29. Nov. 1978 ID-Nr. 78002810  | Straßenkreuzung der County Route 45 und County Route 46 38° 42′ 19,1″ N, 80° 12′ 14″ W                                                                                             | Helvetia     |              |
| 20    | E. E. Hutton House                                             |                                                       | 11. Juni 1975 ID-Nr. 75001898  | Straßenkreuzung der U.S. Route 219, der U.S. Route 250 und Union St. 38° 42′ 56,2″ N, 79° 58′ 45,1″ W                                                                              | Huttonsville |              |
| 21    | Dr. John C. Irons House                                        | Dr. John C. Irons House                               | 15. Dez. 1998 ID-Nr. 98001479  | 116 2nd St. 38° 55′ 25″ N, 79° 50′ 57,8″ W | Elkins       |              |
| 22    | Gov. H. Guy Kump House                                         | Gov. H. Guy Kump House                                | 18. Aug. 1983 ID-Nr. 04000319  | Randolph Ave. und 11th St. 38° 55′ 4,1″ N, 79° 50′ 33″ W | Elkins       |              |
| 23    | Maplewood Cemetery                                             |                                                       | 9. Apr. 2024 ID-Nr. 100010186  | 301 Mapleview Drive 38° 56′ 23,6″ N, 79° 51′ 4,3″ W | Elkins       |              |
| 24    | Middle Mountain Cabins                                         | Middle Mountain Cabins                                | 27. Sep. 1990 ID-Nr. 90001447  | Ostseite der Middle Mountain Rd. am Camp Five Run im Monongahela National Forest 38° 41′ 17,9″ N, 79° 44′ 3,1″ W                                                                   | Wymer        |              |
| 25    | New Deal Resources in Kumbrabow State Forest Historic District |                                                       | 7. Aug. 2019 ID-Nr. 100002855  | 219/16, Kumbrabow Rd. 38° 37′ 52,3″ N, 80° 5′ 3,8″ W | Huttonsville |              |
| 26    | Fred A. Perley House                                           |                                                       | 14. Sep. 1988 ID-Nr. 88001453  | Adresse nicht veröffentlicht | Jenningston  |              |
| 27    | Pinecrest                                                      | Pinecrest                                             | 11. Dez. 1979 ID-Nr. 79002600  | Kerens Hill 38° 55′ 53″ N, 79° 51′ 11,2″ W | Elkins       |              |
| 28    | Randolph County Courthouse and Jail                            | weitere Bilder                                        | 28. Nov. 1980 ID-Nr. 80004041  | Randolph Ave. und High St. 38° 55′ 22,1″ N, 79° 50′ 35,2″ W | Elkins       |              |
| 29    | Rich Mountain Battlefield                                      | Rich Mountain Battlefield                             | 17. Juli 1992 ID-Nr. 92000899  | westlich von Beverly an der Rich Mountain Rd. 38° 52′ 0,8″ N, 79° 56′ 40,9″ W | Beverly      |              |
| 30    | Riverside School                                               | Riverside School                                      | 30. Dez. 2009 ID-Nr. 09001194  | Block No. 1, River St. 38° 55′ 20,3″ N, 79° 50′ 52,4″ W | Elkins       |              |
| 31    | Scott Hill                                                     | Scott Hill                                            | 22. Dez. 2008 ID-Nr. 08001240  | 2000 Livingston Ave. 38° 54′ 47,7″ N, 79° 51′ 39,6″ W | Elkins       |              |
| 32    | See-Ward House                                                 |                                                       | 25. Aug. 1988 ID-Nr. 88000671  | U.S. Route 219 und U.S. Route 250 38° 43′ 31,1″ N, 79° 58′ 22,1″ W | Mill Creek   |              |
| 33    | Taylor-Condry House                                            | Taylor-Condry House                                   | 18. Aug. 1983 ID-Nr. 83003252  | 1700 Taylor Ave. 38° 54′ 47,9″ N, 79° 51′ 28,1″ W | Elkins       |              |
| 34    | Tygart Valley Homesteads Historic District                     | weitere Bilder                                        | 22. Juli 2004 ID-Nr. 04000304  | zwischen der U.S. Route 219 und der U.S. Route 250, sowie der County Road 21 und County Road 38 38° 46′ 36,8″ N, 79° 54′ 24,8″ W                                                   | Dailey       |              |
| 35    | Tygarts Valley Church                                          | Tygarts Valley Church                                 | 15. Apr. 1986 ID-Nr. 86000797  | U.S. Route 219 38° 43′ 1,9″ N, 79° 58′ 41,2″ W | Huttonsville |              |
| 36    | Warfield-Dye Residence                                         | Warfield-Dye Residence                                | 13. Nov. 1997 ID-Nr. 97001412  | 318 Buffalo St. 38° 55′ 41,9″ N, 79° 50′ 42″ W | Elkins       |              |
| 37    | Wees Historic District                                         | Wees Historic District                                | 24. März 2006 ID-Nr. 06000164  | zwischen der Randolph und South Randolph Aves., der Sycamore St. und Diamond St., sowie der Boundary und Terrace Aves. 38° 55′ 39″ N, 79° 50′ 33″ W                                | Elkins       |              |
| 38    | West Virginia Children's Home                                  | West Virginia Children's Home                         | 4. Nov. 1994 ID-Nr. 94001287   | 230 Heavener Ave. 38° 55′ 58,1″ N, 79° 51′ 29,2″ W | Elkins       |              |